# Борисовская бумажная фабрика Гознака
Борисовская бумажная фабрика Гознака (официальное название: УП «Бумажная фабрика Гознака» Департамента государственных знаков Министерства финансов Республики Беларусь; бел. Барысаўская папяровая фабрыка Дзяржзнака) — белорусское предприятие, расположенное в городе Борисове Минской области. Является крупнейшим специализированным предприятием по выпуску бланков строгой отчётности в Республике Беларусь и единственным производителем специальной документной бумаги, также производит конверты, тетради и блокноты, бумажно-беловые товары и другую продукцию.

## История
В 1902 году в Борисове была основана бумажная фабрика «Папирус», её основали минский купец Чёрный и инженеры Залкинд и Вильбушевич. В 1923 году национализированная фабрика переименована в «Профинтерн», вскоре расширена и модернизирована. В 1927 году на фабрике работало 187 человек. По состоянию на 1941 год входила в «Союзбелбумтрест». Производство на фабрике восстановлено в 1945 году, к 1960 году на фабрике работало 273 человека. Крупные модернизации проводились в 1949, 1960—1970 годах. В 1971 году фабрика объединена с Борисовским лесохимическим заводом в Борисовский бумажно-лесохимический завод. К 1980 году был построен новый бумажный цех.
В 1992 году восстановлена как самостоятельная бумажная фабрика Главного управления по производству государственных знаков при Совете Министров Республики Беларусь. В 1994 году передана в подчинение Министерства финансов, в 1995 году — в подчинение Комитета государственных знаков того же министерства. В 2000 году преобразована в унитарное предприятие «Бумажная фабрика», в 2001 году передана в подчинение Департамента государственных знаков Министерства финансов, в 2002 году преобразована в производственное унитарное предприятие без изменения подчинённости.

## Современное состояние
В 2005 году фабрика производила высокозащищённую бланочную продукцию, бумажно-беловые товары, конверты, этикетку, рулонную бумагу. По состоянию на 2021 год фабрика производит бланки строгой отчётности, конверты, открытки, школьные тетради, блокноты, бумажно-беловые товары, этикетки, рулонную бумагу.